# موكب الدم المقدس
موكب الدم المقدس ((بالهولندية: Heilig Bloedprocessie)‏, (بالفرنسية: Procession du Saint-Sang)‏) هو موكب كاثوليكي ديني كبير يعود تاريخه إلى العصور الوسطى، ويقام كل يوم صعود في بروج، بلجيكا. وفي عام 2009، تم إدراجه في يونسكو القائمة التمثيلية للتراث الثقافي غير المادي للإنسانية.

## التاريخ
يبدو أن موكب الدم المقدس قد ظهر كاحتفال مدني بحلول أواخر القرن الثالث عشر. بحلول عام 1303، إن لم يكن قبل ذلك، كان الموكب الاحتفالي يحمل بقايا الدم المقدس حول محيط أسوار المدينة، والتي اكتمل بناؤها في عام 1297. يحيي الموكب ذكرى خلاص المدينة على يد البطلين الوطنيين يان بريدل وبيتر دي كونينك من الطغيان الفرنسي في مايو من العام السابق. ويقام في يوم الصعود، باعتباره أحد الاحتفالات الدينية العظيمة في بلجيكا. يقوم سكان المنطقة بأداء إعادة تمثيل تاريخية لوصول القارورة جنبًا إلى جنب مع تمثيلات درامية مماثلة لأحداث الكتاب المقدس. وتقام لعبة العاطفة، Jeu du Saint Sang، كل خمس سنوات. يشاهد ما بين ستين إلى مائة ألف متفرج الموكب، وهو عرض للمشاهد التاريخية والقصص التوراتية. تمر في غضون ساعتين جوقات ومجموعات رقص (مثل مسرح الرقص Aglaja) وحيوانات (تتراوح من الإوز إلى الجمال) وعربات تجرها الخيول ومسرحيات صغيرة مع العديد من الممثلين.
القطعة المركزية هي البقايا مع الدم الثمين ليسوع. تقول الرواية التقليدية إن يوسف الأراميّ مسح وجه المسيح الميت الملطخ بالدماء وحفظ بقايا القماش بعناية، والتي جلبت فيما بعد، بعد حملة الصليب الثانية في القرن الثاني عشر، إلى المدينة عن طريق تييري، كونت فلاندرز، الذي تلقاها من بلدوين الثالث ملك القدس تقديرًا لشجاعته. ومع ذلك، تشير وجهة نظر بديلة إلى أنه بعد نهب القسطنطينية في عام 1204، خلال الحملة الصليبية الرابعة، بالدوين، كونت فلاندرز، تم اختياره إمبراطورًا وأرسل آثارًا نهبها إلى فلاندرز. كانت ابنتاه تعيشان في بروج. أقدم وثائق الآثار المقدسة تعود إلى عام 1256.
في عام 2015 تم إلغاء الموكب قبل ساعات قليلة من الموعد المقرر للبدء، بسبب سوء الأحوال الجوية. في عام 2020 تم إلغاءه بسبب مخاوف صحية ناتجة عن جائحة COVID-19.

## الحج
أكثر من 3,000 شخص من بروج يشاركون في هذا العرض، الذي يُعرف أيضًا باسم "أجمل يوم في بروج" (الهولندية لـ "أجمل يوم في بروج"). كان أهالي بروج يعتادون تزيين واجهات منازلهم بالأعلام بألوان المدينة والبلد.
الحدث يحتفظ بجوانبه الروحية الرسمية. كل عام، يقوم الأسقف والحاكم بدعوة ضيوف دبلوماسيين بارزين. من بين الضيوف الأكثر شهرة كان رئيس أساقفة كراكوف، الكاردينال فويتيلا، في عام 1973 والكاردينال وايزمان في عام 1849. العديد من الأساقفة والكهنة والراهبات من جميع أنحاء العالم يأتون للاحتفال بهذا الموكب الشهير. في الصباح، يُحتفل بقداس بابوي في الكاتدرائية، وفي فترة ما بعد الظهر، يقام الموكب. يحمل رجال الدين الآثار على أكتافهم، تحت حراسة الأخوة. عندما يمر مقدم الدم المقدس، يصمت الحشد ويصمتون تكريمًا. في عام 2009، تم تسجيل الحدث في اليونسكو في قائمة التراث الثقافي اللامادي للإنسانية.

## معرض

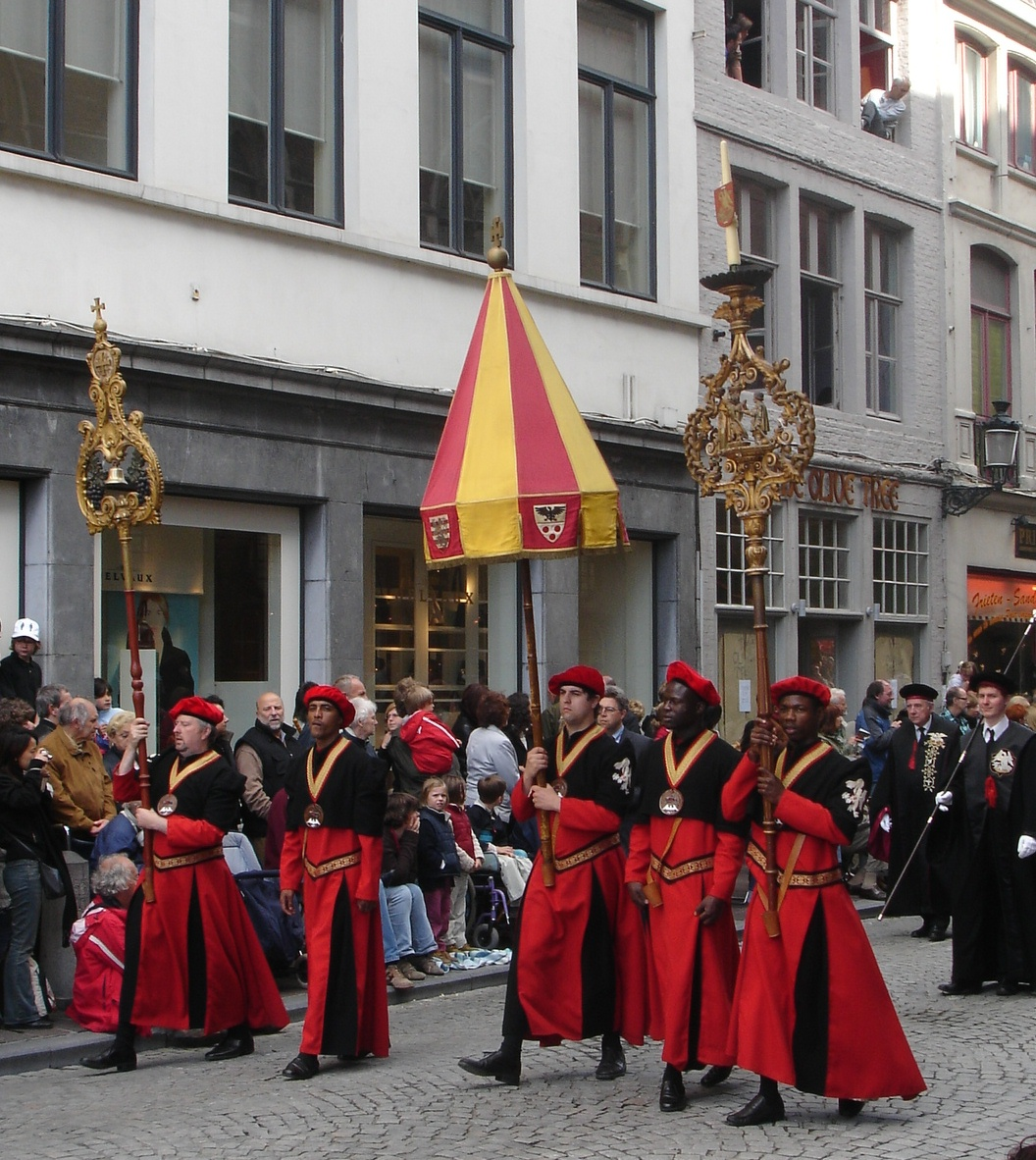
الكونوبيوم، يحمل بجلال أثناء الموكب
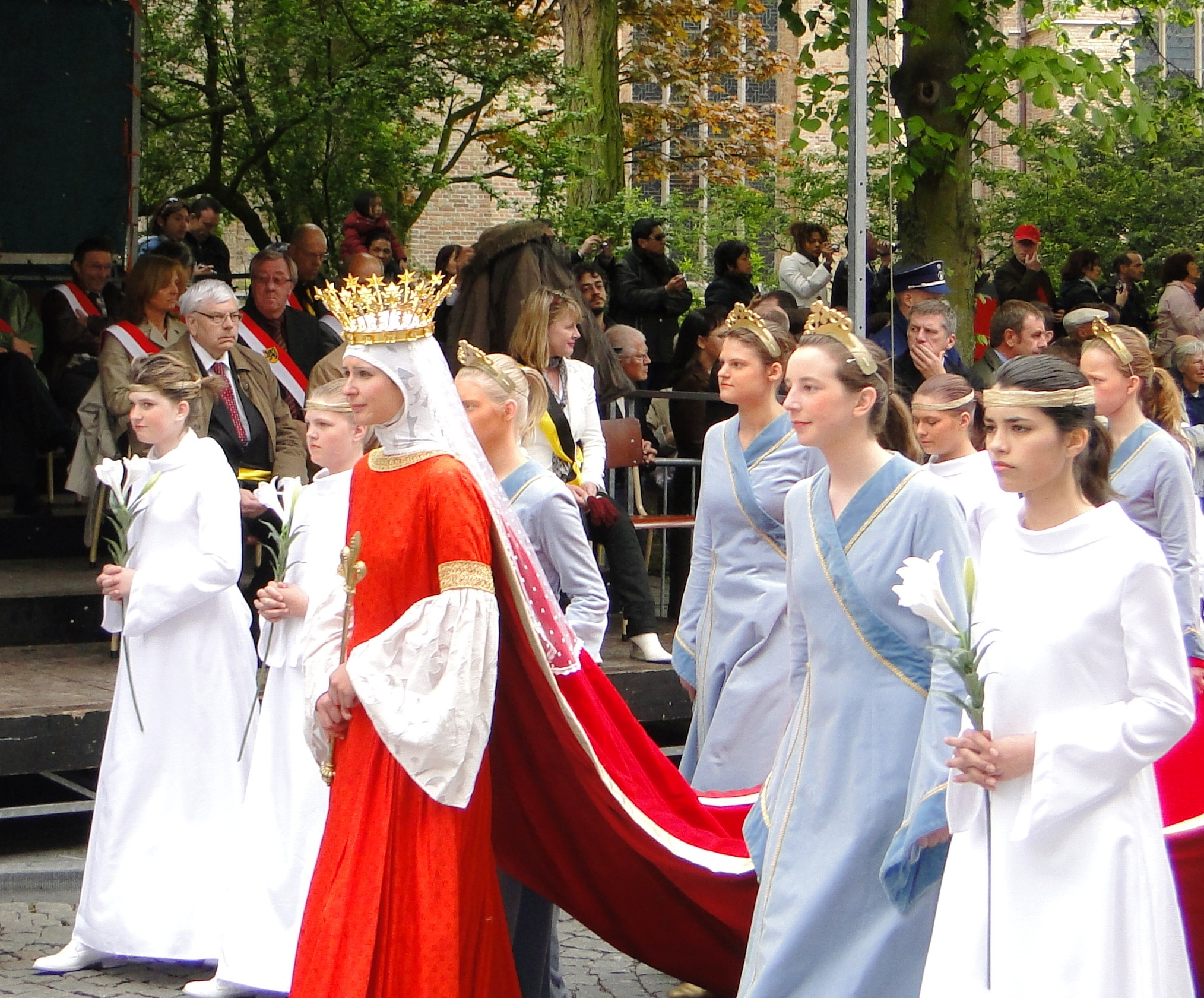
تمثيل لالسيدة العذراء خلال الموكب، مايو 2010
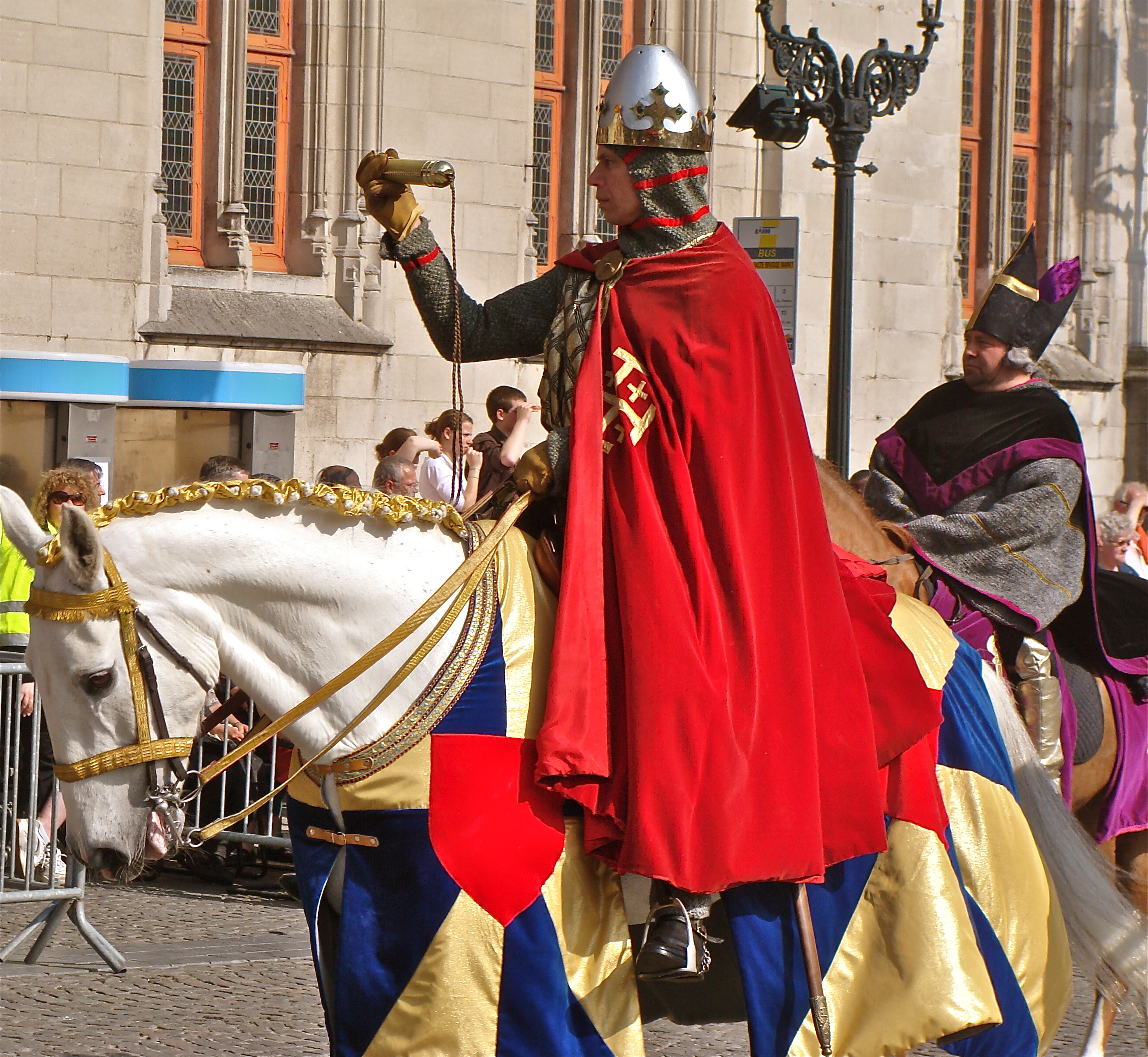
أداء تاريخ الآثار أمام الآلاف.
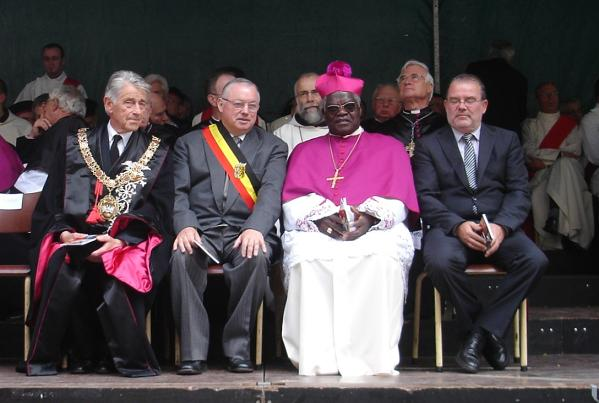
لوران مونسنجو باسينيا على المنصة الرسمية للمشاهدة
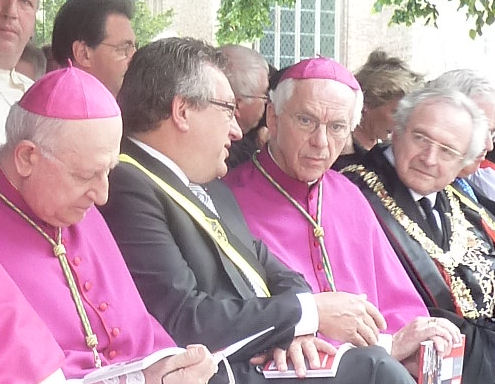
المطران دي كيسيل يستقبل ضيوفه الرفيعين.
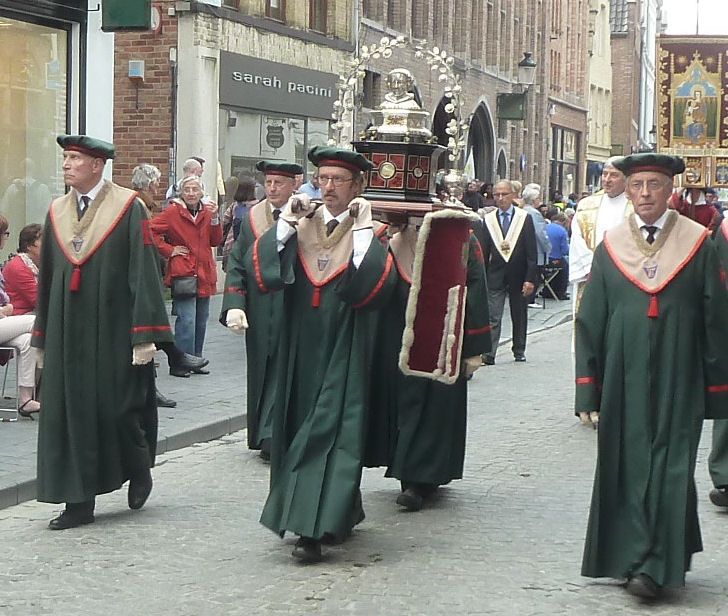
تحمل آثار أخرى في الموكب.
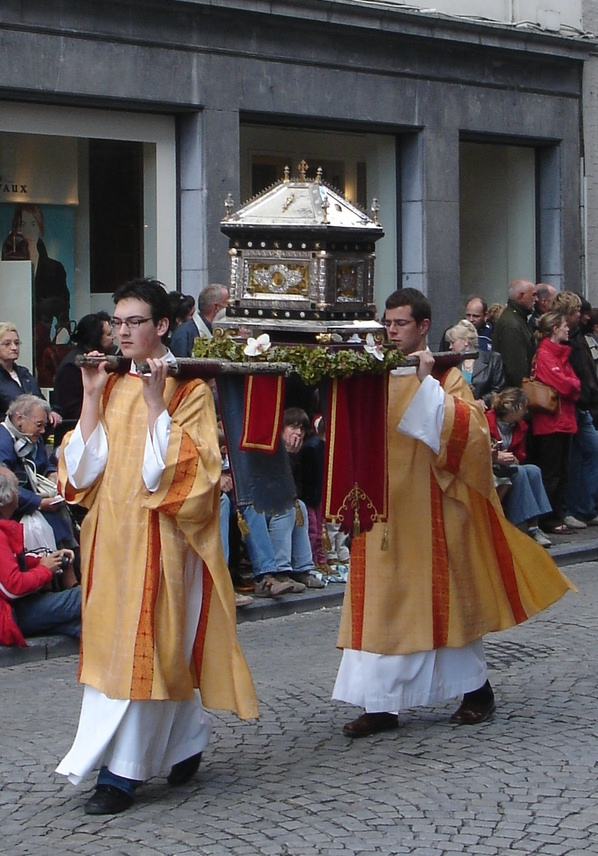
القديس دوناتوس من ريمس، راعي الأبرشية

## روابط خارجية
- موكب الدم الثمين على الموقع الرسمي لمدينة بروج
- "200,000 شخص يتوافدون إلى مدينة قديمة لرؤية موكب ديني قديم للدم الثمين". باثي نيوز. 1925. مؤرشف من الأصل في 2023-12-23. (فيلم أخباري مُرقم)
- "موكب الدم الثمين". British Pathé. 1933. مؤرشف من الأصل في 2023-12-23. (فيلم أخباري مُرقم)

قالب:السنة الطقسية للكنيسة الكاثوليكية
قالب:القائمة التمثيلية لليونسكو للتراث الثقافي غير المادي للإنسانية